# Миротворча операція

Міжнародні миротворчі операції ООН сучасності

Міжнаро́дні опера́ції з підтри́мання ми́ру і безпе́ки — міжнародні дії або заходи, спрямовані на виконання миротворчих чи гуманітарних завдань, які здійснюються за рішеннями Ради Безпеки ООН відповідно до Статуту Організації Об'єднаних Націй, ОБСЄ, інших міжнародних організацій, які несуть відповідальність у сфері підтримання міжнародного миру і безпеки, згідно з положеннями глави VIII Статуту ООН, а так само дії і заходи багатонаціональних сил, багатонаціональних військових формувань високої готовності, які проводяться під загальним контролем Ради Безпеки ООН.

## Класифікація
за метою:

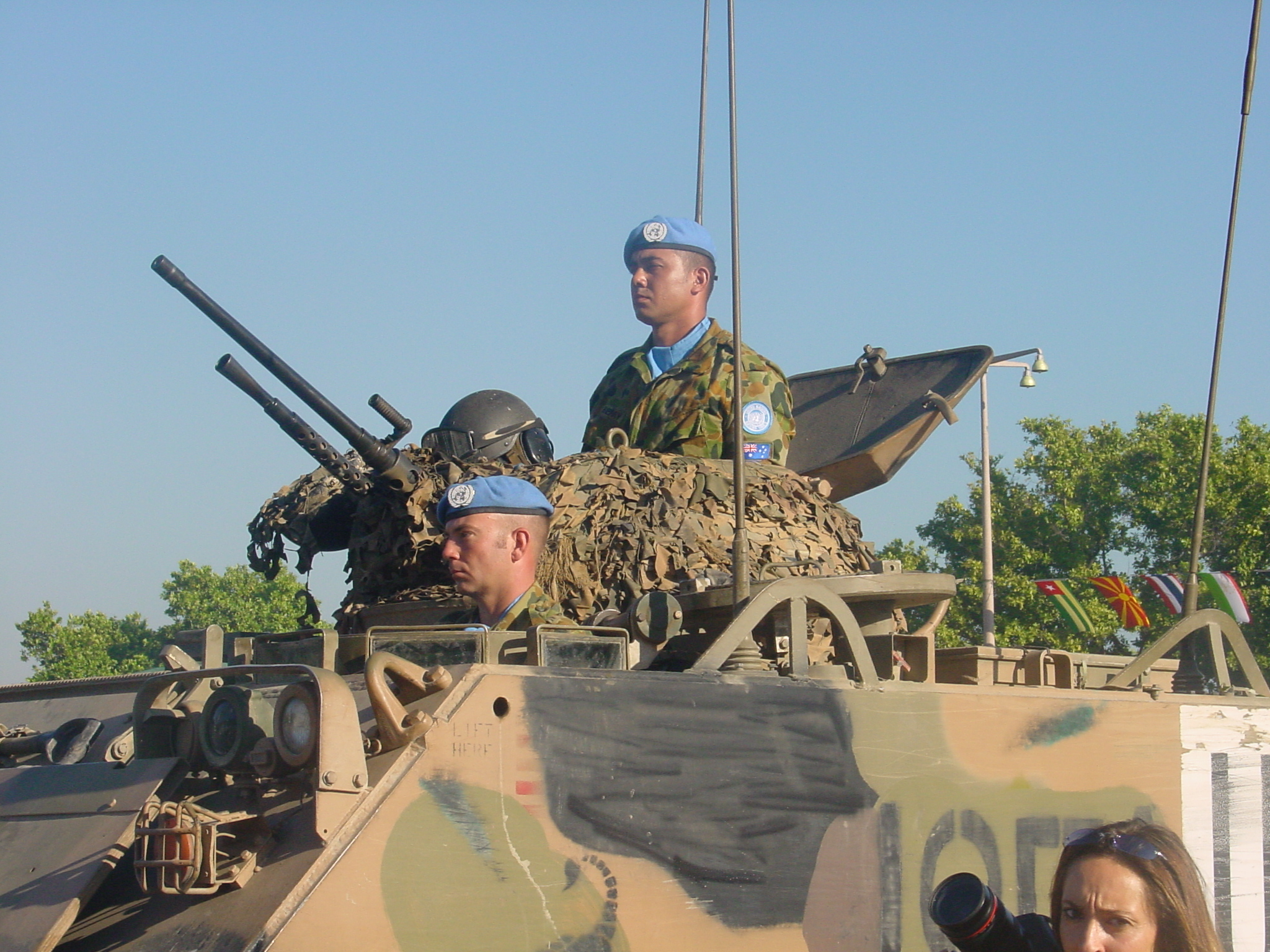
Миротворчий підрозділ австралійських Збройних сил у Східному Тиморі

- запобігання виникненню міждержавних або внутрішніх конфліктів;
- врегулювання або створення умов для врегулювання міждержавних, а також внутрішніх конфліктів за згодою сторін конфлікту або з використанням примусових заходів за рішенням Ради Безпеки ООН, що може включати, зокрема, спостереження і контроль за додержанням угод про припинення вогню та інших ворожих дій, роз'єднання сторін, які конфліктують, роззброєння і розформування їх підрозділів, виконання інженерних та інших робіт;
- боротьби з міжнародним тероризмом і піратством;
- евакуації населення із зони конфлікту;
- ліквідації наслідків надзвичайних ситуацій природного і техногенного характеру;
- подання гуманітарної допомоги населенню, яке постраждало внаслідок міждержавних або внутрішніх конфліктів;
- виконання міліцейських (поліцейських) функцій по забезпеченню безпеки і додержання прав людини;
- подання допомоги у подоланні наслідків конфліктів та відновлення миру;
- усунення загрози миру, порушень миру чи акту агресії.

Міжнародні миротворчі операції поділяються на:
- операції зі встановлення (сприяння) миру;
- операції з підтримання миру;
- операції з примушення до миру;
- операції з відбудови миру.

Крім того, у рамках миротворчої діяльності можуть проводитись пошуково-рятувальні, гуманітарні та електоральні операції.
Операції зі встановлення (сприяння) миру проводяться за обов'язкової згоди сторін конфлікту з метою вирішення конфліктів, мирного урегулювання або превентивного розгортання військ, встановлення контролю за умовами перемир'я та виконання угоди про припинення вогню, забезпечення дотримання прав людини, надання гуманітарної допомоги населенню.
Операції з підтримання миру проводяться зазвичай, після досягнення домовленостей між сторонами конфлікту з метою недопущення відновлення конфлікту та надання допомоги у розвитку процесу мирного врегулювання, роз'єднання збройних формувань, задіяних у конфлікті, припинення та запобігання ескалації воєнних дій, відновлення законності та правопорядку, забезпечення нормального функціонування державних і громадських установ та організацій.

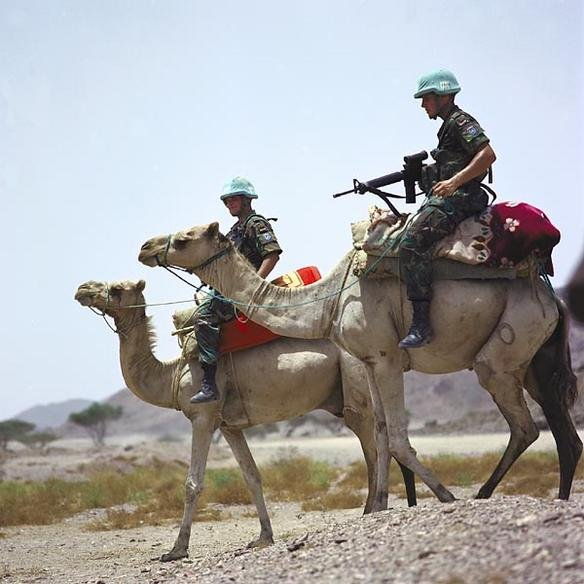
Миротворчий підрозділ ООН в Еритреї

Операції з примушення до миру проводяться за відсутності згоди сторін конфлікту введенням міжнародних санкцій та застосуванням військової сили з метою припинення збройного конфлікту і примушення ворогуючих сторін до встановлення перемир'я.
Операції з відбудови миру проводяться у постконфліктний період з метою відновлення життєдіяльності важливих елементів інфраструктури та цивільних інститутів країни, демілітаризації району конфлікту встановленням контролю над озброєнням та військовою технікою сторін, що перебували у конфлікті, забезпеченням проведення інституційних реформ.
Пошуково-рятувальні операції проводяться з метою пошуку і порятунку населення, що потерпає від стихійного лиха та природних катаклізмів використанням літальних апаратів, надводних кораблів і підводних човнів, наземних транспортних засобів, спеціальних команд та обладнання на суші й на морі.
Гуманітарні операції проводяться з метою надання допомоги та захисту жертв конфлікту або стихійного лиха, полегшення тягот населення, особливо в умовах, коли місцева влада не бажає або неспроможна налагодити нормальну життєдіяльність населення.
Електоральні операції проводяться з метою створення умов та надання допомоги в проведенні демократичних виборів до органів влади. Вони можуть бути як самостійними операціями, так і складовою масштабніших операцій з постконфліктного врегулювання.

## В Україні на Донбасі
Президент України Петро Порошенко неодноразово висловлювався з приводу організації миротворчої місії на Донбасі.